# Hannes und der Bürgermeister

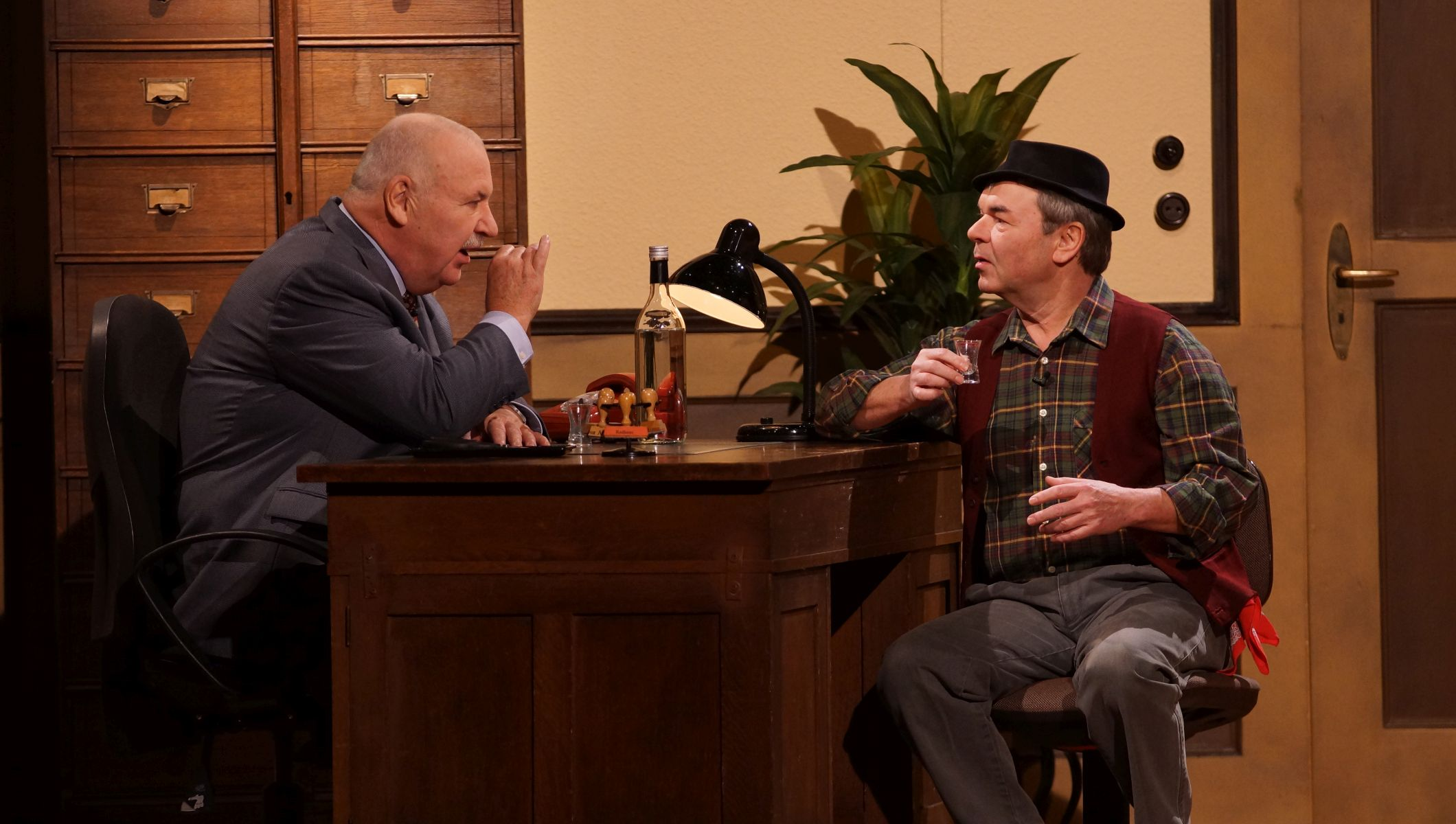
Das Duo am Schreibtisch des Bürgermeisters

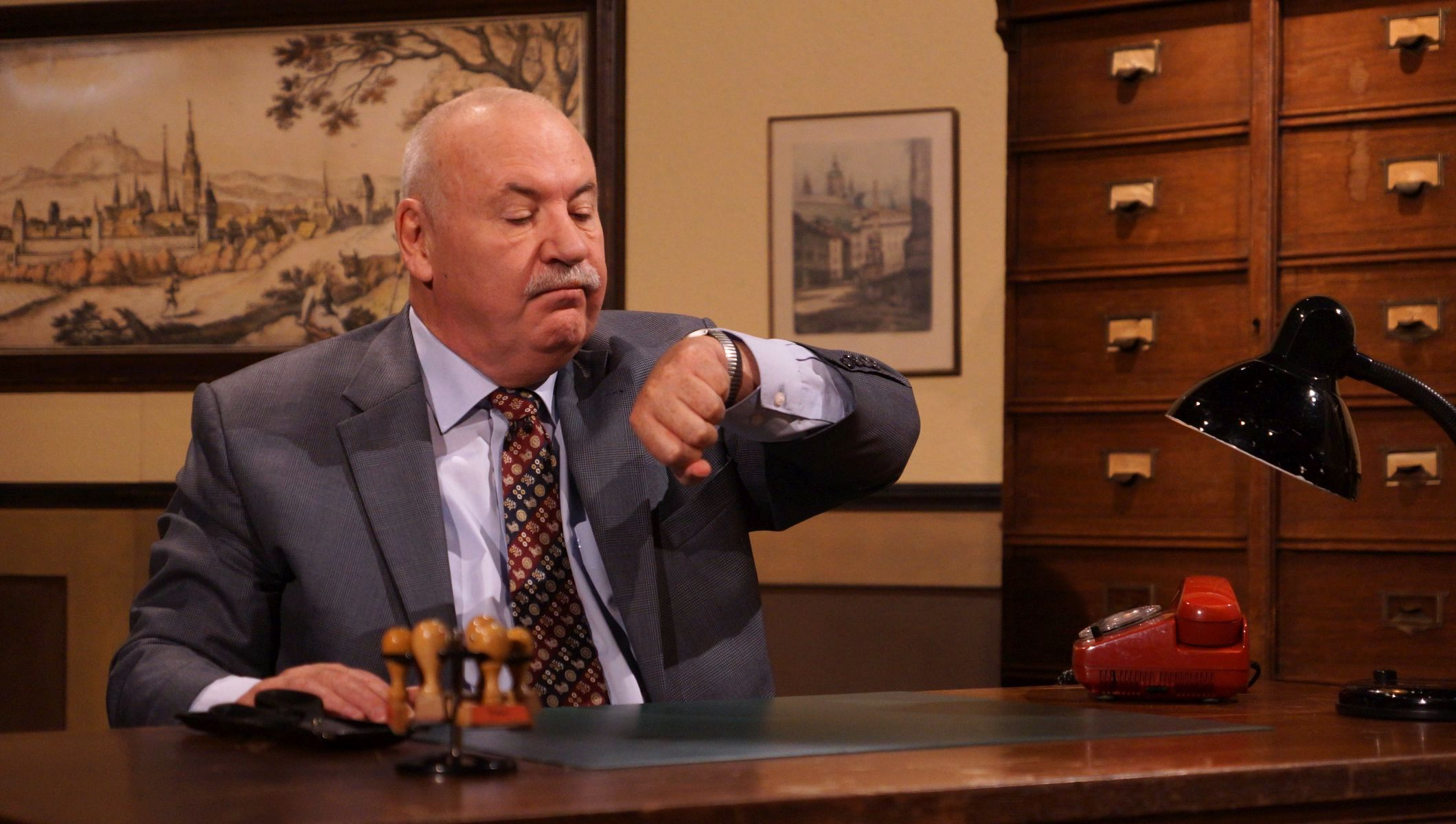
Der Bürgermeister an seinem Schreibtisch

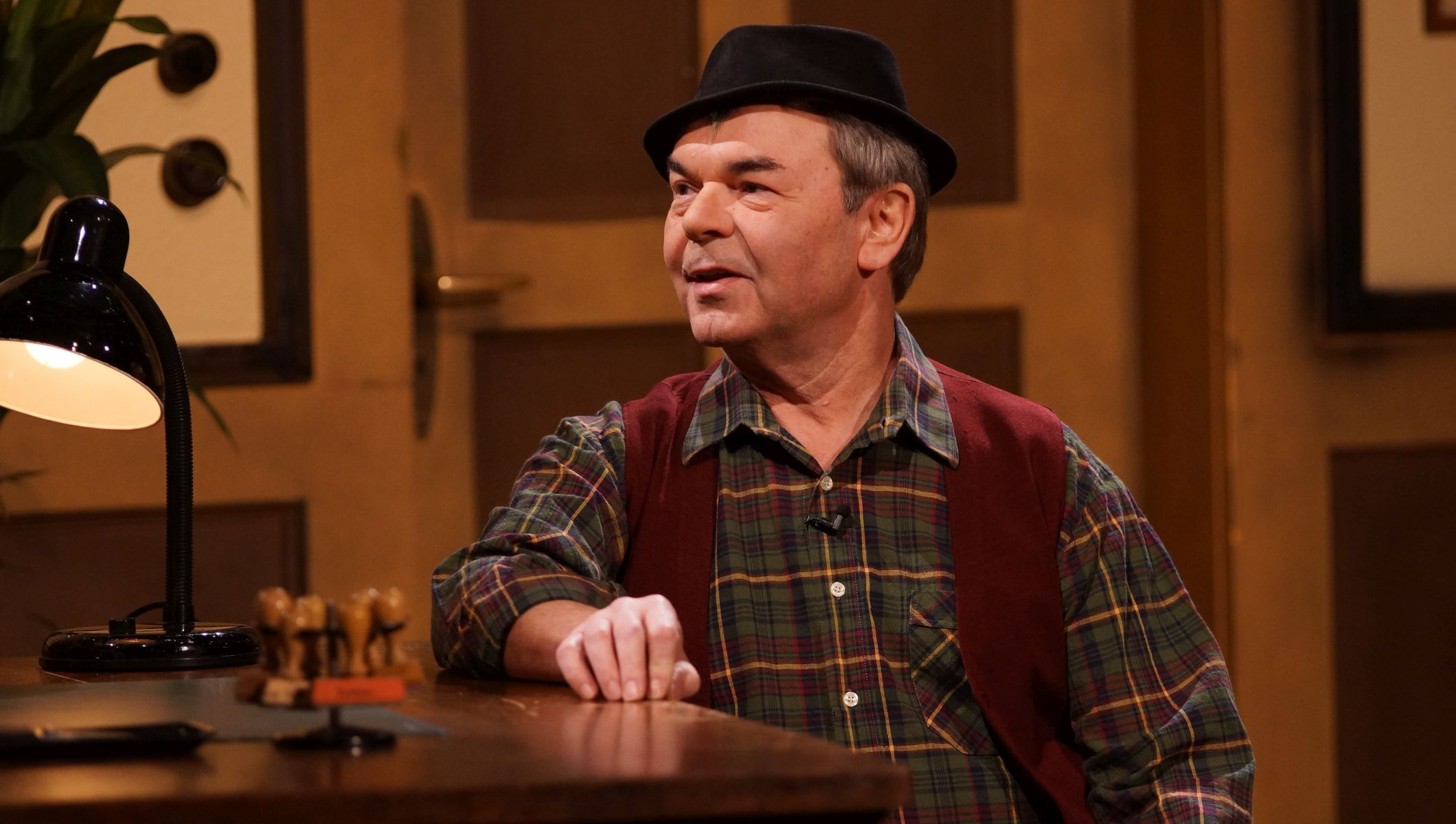
Der Hannes vor dem Schreibtisch des Bürgermeisters

Hannes und der Bürgermeister war eine lose Folge schwäbischer Volkstheaterszenen, die vor allem im Südwesten Deutschlands erfolgreich ist.

## Geschichte
Hannes und der Bürgermeister wurde von 1985 bis 2023 in der „Komede-Scheuer“ der Mäulesmühle im Siebenmühlental bei Leinfelden-Echterdingen vom Komiker-Duo Albin Braig und Karlheinz Hartmann aufgeführt. Die beiden Akteure sprechen ein mehr oder weniger reines Schwäbisch. Seit 1994 werden die Szenen vom Süddeutschen Rundfunk (heute Südwestrundfunk) ausgestrahlt. Eine Einzelfolge ist ca. 30 Minuten lang und enthält meist zwei Sketche, gelegentlich auch nur einen. Die Aufzeichnungen fanden jeweils in der Stadthalle Leonberg vor Publikum statt.

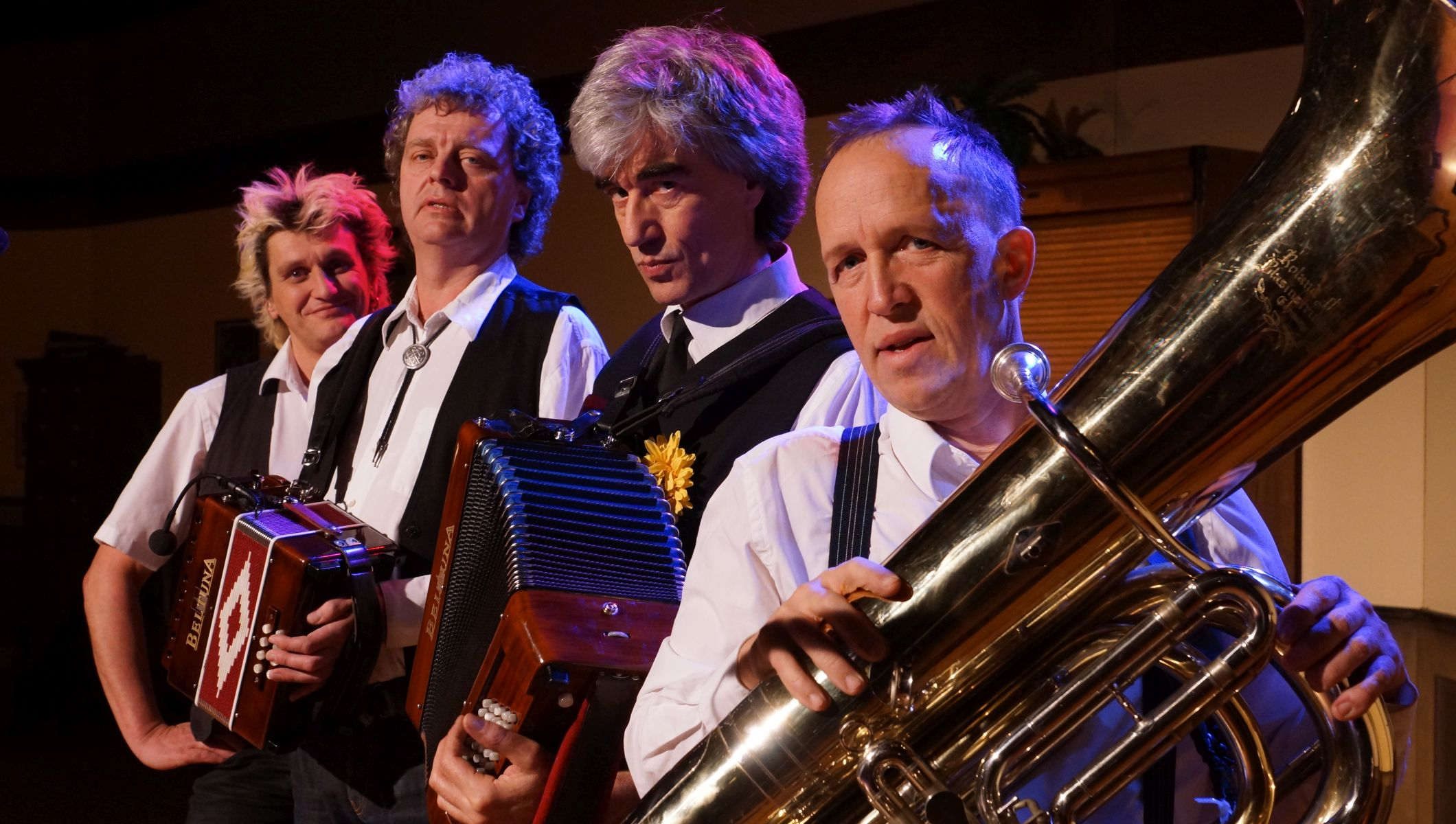
Herrn Stumpfes Zieh & Zupf Kapelle

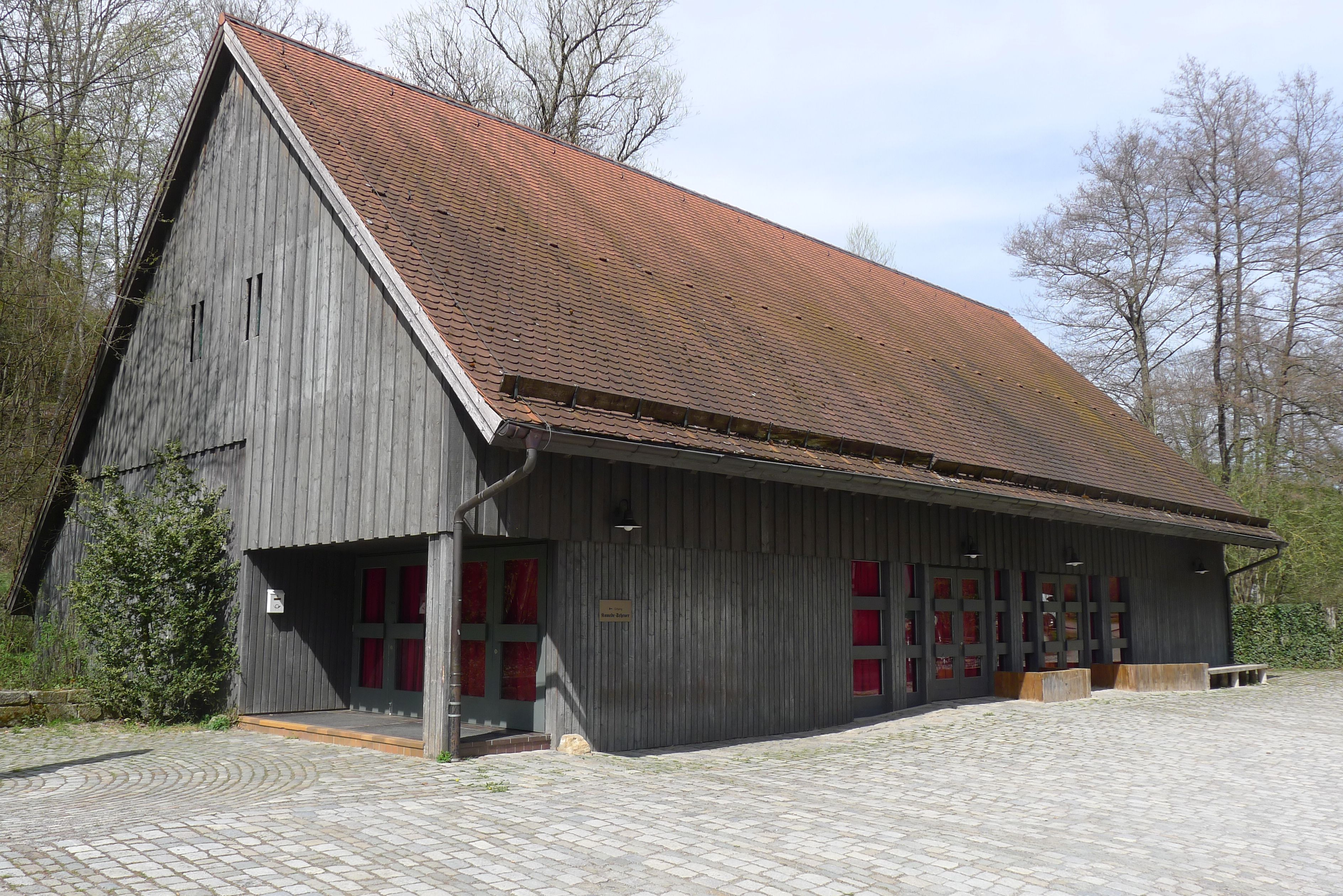
Die Theaterscheune Mäulesmühle

Seit dem Start der Fernsehaufzeichnung ist auch Herrn Stumpfes Zieh & Zupf Kapelle, eine schwäbische Musikgruppe, Bestandteil der Episoden. Die Mundartmusiker gestalten die Pausen zwischen den Szenen mit musikalischen Stücken auf oft improvisierten Musikinstrumenten, wozu sie Lieder in schwäbischem Dialekt singen. Sie begleiteten Hannes und den Bürgermeister auch auf ihren Auftritten in vielen Städten Baden-Württembergs.
Zusätzlich zu den regulären 30-minütigen Sendungen gibt es, meist an Feiertagen oder zu besonderen Anlässen, 90-minütige Best-of-Sendungen. Die Sketche werden hierbei von kurzen Spielszenen des Sanitäters Eberhard (Karlheinz Hartmann) und des Feuerwehrmanns Heinz (Albin Braig) umrahmt, welche sich im Backstage-Bereich der Hannes und der Bürgermeister-Kulisse aufhalten.
Hannes und der Bürgermeister weisen viele Parallelen zum Komikerduo Häberle und Pfleiderer auf. In diesem spielt Oscar Heiler den Häberle, der sich dem Pfleiderer überlegen fühlt. Er versucht wie der Bürgermeister, Hochdeutsch zu sprechen und scheitert ebenso oft daran wie der Bürgermeister. Der Pfleiderer, gespielt von Willy Reichert, verkörpert wie Hannes den knitzen, bauernschlauen Schwaben, der seinem Gegenüber anfänglich unterlegen scheint, am Ende aber regelmäßig siegreich bleibt.
Im Jahr 2023 wurde Hannes und der Bürgermeister eingestellt. Im Dezember 2022 zeichnete der SWR die letzten Folgen auf. Die letzte neue Folge wurde am 23. Dezember 2023 ausgestrahlt.

## Handlung

### Ort
Ort der Handlung ist ein Rathaus im Schwäbischen. Die Sketche handeln von einem selbstherrlichen Bürgermeister (Karlheinz Hartmann) und seinem schlitzohrigen Amtsboten Hannes (Albin Braig). Immer wenn es im Rathaus zu Problemen kommt, ruft der Bürgermeister mit den Worten: „D’r Hannes soll reikomma“ seinen Amtsboten in sein Büro.

### Schnäpsle
Eine weitere wichtige Rolle in beinahe jeder Folge spielt das „Schnäpsle“, von dem oft auch mehrere getrunken werden, sodass manchmal beide bezecht sind. Hannes nimmt die Einladung zu einem Schnäpsle häufig mit den Worten „Ich höre mich nicht ‚Nein‘ sagen“ an. Gelegentlich gibt der Bürgermeister auch schon zu Beginn einen aus (Zitat Bürgermeister: „Hannes, auf, mir drenkat a Schnäpsle zom nüchtern werra!“).
In seiner Funktion als loyaler Amtsbote muss Hannes des Öfteren seinen Chef vom Gasthof Ochsen nach Hause transportieren. In der Regel befördert er ihn dann mit dem Schubkarren, woran der Bürgermeister sich am nächsten Tag nicht mehr vollständig erinnern kann.

### Personen
Der Bürgermeister wird als cholerischer, nach Geltung suchender Charakter skizziert. Er sieht sich Hannes überlegen, zieht jedoch am Ende immer den Kürzeren. Häufige Themen der Sketche sind Versuche des Bürgermeisters, sich zu profilieren, beispielsweise bei Festreden, Benennung einer Straße nach ihm oder der Einladung zum Neujahrsempfang der Landesregierung. Ebenso oft jedoch geht es um die Folgen der Exzesse durch zu hohen Alkoholkonsum. Der Bürgermeister versucht öfters, sich durch seine Stellung Vorteile zu verschaffen wie das Ausweisen seiner sumpfigen Wiesen als Baugebiet. Derartige Dinge werden von Hannes schonungslos aufgedeckt. Viele Sketche enden damit, dass der Bürgermeister wütend, entsetzt oder verzweifelt den Namen „Hannes!“ ruft.
Hannes’ Lieblingsbeschäftigung ist es, die Freizeit im Gasthof Ochsen zu verbringen, was ihm Geldsorgen bereitet, da das Gehalt schon vor Monatsende knapp wird. Daher versucht er häufig, vom Bürgermeister eine Gehaltserhöhung oder einen Zuschuss zu erhalten. Weiterhin besucht er Volkshochschulkurse, die dann ebenfalls Thema der Sketche sind, wie Yoga oder Rollenspiele. Hannes verwechselt häufig Wörter, sodass seine Aussage zunächst eine falsche Bedeutung erhält. Außerdem baut er sich abstruse Eselsbrücken für vergessene Begriffe (z. B. „Geigenkasten“ für Fidel Castro).
Weitere Running Gags sind Telefonate des Bürgermeisters mit Mitarbeitern im Rathaus, aber vor allem mit seiner Frau, die er stets mit „Schatzilein“ tituliert, während sie ihn „Bärle“ nennt, sowie mit dem „Schoofseggl“ Fritz, seinem Amtskollegen aus dem Nachbardorf Schriedingen, dem Landrat und dem Ministerpräsidenten. Mit Schriedingen gibt es eine Rivalität. Sehr oft zieht dabei die Gemeinde von Hannes und dem Bürgermeister den kürzeren, wie bei der Nachstellung einer historischen Schlacht, bei der das Wasserfass durch Schnaps ausgetauscht wurde.
Ebenfalls eine Rolle spielen gelegentlich die Witwe Hutzler, die offenbar einem Abenteuer auch mit Amtsbote Hannes nicht abgeneigt scheint, der Pfarrer, mit dem sich der Bürgermeister oft im Ochsen trifft, um gemeinsam zu trinken, sowie der Wachtmeister Reule, welchen Hannes schon zusammen mit dem Bürgermeister in der Schubkarre durch die Stadt gefahren hat. Der Pfarrer steht im ständigen Clinch mit Hannes, weil dieser bei ihm immer wieder „die Glocken putzt“ und dabei mehr als einmal „gottsjämmerlich oins an d’ Gosch na“ bekommt.
Frau Kurrle, die selbst nie zu sehen ist, arbeitet beim Rechnungsprüfungsamt, scheint aber auch die Vorzimmerdame des Bürgermeisters zu sein. In mehreren Folgen sagt der Bürgermeister: „Frau Kurrle, schicken Sie mir bitte den Hannes herein.“ In anderen Sketchen wird auch die weitere Rathausbelegschaft erwähnt, darunter die Herren Böckle von der Poststelle, Fingerle vom Fundamt, Hämmerle vom Standesamt, Osterberg vom Tiefbauamt und auch die Frauen Walz vom Liegenschaftsamt, Thalmann vom Tiefbauamt, Schubert vom Einwohnermeldeamt, Finkbeiner etc. Oftmals haben die Namen dieser Mitarbeiter lautmalerische Eigenschaften.
Gelegentlich werden auch potentielle Gegner des Bürgermeisters genannt, wie z. B. der Ochsenwirt oder der Gemeinderat Schlotterbeck, der sich gegen den Bürgermeister aufgestellt hat. Des Weiteren wird auch gelegentlich der Apotheker Müllerschön referenziert.
Dennoch treten in den Szenen selbst immer nur Hannes und der Bürgermeister auf. Dritte sind fast nie als Person auf der Bühne zugegen. Ausnahmen sind die Folgen, bei denen die Musiker von Herrn Stumpfes Zieh & Zupf Kapelle einen Auftritt haben – hier wird zum Finale ein der aktuellen Folge entsprechendes Musikstück dargeboten.

## Trivia
Der Name der Stadt oder Gemeinde, in der Hannes und der Bürgermeister spielt, wird nie erwähnt. Dennoch zeigt der große Kupferstich hinter dem Schreibtisch des Bürgermeisters die Stadt Reutlingen.
In der Folge „Wo Licht ist…“ ist ein Foto des Rathauses das zentrale Objekt der Geschichte. Dieses Foto zeigt das Rathaus von Herrenberg, wo Braig und Hartmann auch wohnhaft sind.

## DVD-Veröffentlichungen
Folgende Episoden sind auf DVD erschienen.

Die DVDs 1–7 enthalten eine Sammlung älterer Folgen aus den Jahren 1994–2005.
DVD 16 wurde auch auf Blu-ray veröffentlicht.
| lfd. Nummer | DVD-Nr. | Titel                                          | Erscheinungsjahr |
| ----------- | ------- | ---------------------------------------------- | ---------------- |
| 1           | 1       | Durchblick                                     | 2003             |
| 2           | 1       | Amtsboten-Akademie                             | 2003             |
| 3           | 1       | Ich-AG                                         | 2003             |
| 4           | 1       | Der Frauenbeauftragte                          | 2003             |
| 5           | 1       | Familienförderung                              | 2003             |
| 6           | 1       | Prohibition                                    | 2003             |
| 7           | 1       | Halali                                         | 2003             |
| 8           | 1       | Hannes hat geerbt                              | 2003             |
| 9           | 2       | Blutsbrüder                                    | 2003             |
| 10          | 2       | Ahnenforschung                                 | 2003             |
| 11          | 2       | Gänsebraten – ein Gedicht                      | 2003             |
| 12          | 2       | Dr Günther soll anrufa                         | 2003             |
| 13          | 2       | Von wäga Friedhof                              | 2003             |
| 14          | 2       | Geburtstag                                     | 2003             |
| 15          | 2       | Chancengleichheit                              | 2003             |
| 16          | 2       | Der Neujahrsempfang                            | 2003             |
| 17          | 3       | Ruhestörung                                    | 2003             |
| 18          | 3       | Fliehkraft                                     | 2003             |
| 19          | 3       | Älles wie g’schleckt                           | 2003             |
| 20          | 3       | Europa wir kommen                              | 2003             |
| 21          | 3       | Parkwächter                                    | 2003             |
| 22          | 3       | Wo Licht ist…                                  | 2003             |
| 23          | 3       | Pädagogik                                      | 2003             |
| 24          | 3       | Er-Schöpfung                                   | 2003             |
| 25          | 4       | A’zapft isch                                   | 2003             |
| 26          | 4       | Der Fernseh                                    | 2003             |
| 27          | 4       | Kleinigkeiten                                  | 2003             |
| 28          | 4       | Lottokönig                                     | 2003             |
| 29          | 4       | Heimatmuseum                                   | 2003             |
| 30          | 4       | Verliebt                                       | 2003             |
| 31          | 4       | Das Geschenk                                   | 2003             |
| 32          | 4       | Wahrsager                                      | 2003             |
| 33          | 5       | Nebenwirkungen                                 | 2005             |
| 34          | 5       | Strapazen                                      | 2005             |
| 35          | 5       | Fasching                                       | 2005             |
| 36          | 5       | Das Foto                                       | 2005             |
| 37          | 5       | Geburtstagstorte                               | 2005             |
| 38          | 5       | Die Schlacht (Teil 1)                          | 2005             |
| 39          | 5       | Die Schlacht (Teil 2)                          | 2005             |
| 40          | 6       | Handy-Kapp                                     | 2005             |
| 41          | 6       | Das Kreuz mit dem Wählen                       | 2005             |
| 42          | 6       | Der Jubilar                                    | 2005             |
| 43          | 6       | Das Duell                                      | 2005             |
| 44          | 6       | Das Grippenspiel                               | 2005             |
| 45          | 6       | Rathaus-Familie                                | 2005             |
| 46          | 6       | Komede Francaise                               | 2005             |
| 47          | 6       | Kirche und Staat                               | 2005             |
| 48          | 6       | Betriebsausflug                                | 2005             |
| 49          | 6       | Überbügeln                                     | 2005             |
| 50          | 7       | Staatsbesuch                                   | 2005             |
| 51          | 7       | Heimatdichter                                  | 2005             |
| 52          | 7       | Die Zuchtsau                                   | 2005             |
| 53          | 7       | Seelenwanderung                                | 2005             |
| 54          | 7       | Spuren im Schnee                               | 2005             |
| 55          | 7       | Kopfnuss                                       | 2005             |
| 56          | 7       | Märchen                                        | 2005             |
| 57          | 7       | Champion                                       | 2005             |
| 58          | 7       | Omhommla                                       | 2005             |
| 59          | 7       | Musikrebellen                                  | 2005             |
| 60          | 8       | Verwaltungsreform                              | 2006             |
| 61          | 8       | Disneyländle                                   | 2006             |
| 62          | 8       | Heidanei                                       | 2006             |
| 63          | 8       | Was wäre wenn?                                 | 2006             |
| 64          | 8       | Warenhaus Rathaus                              | 2006             |
| 65          | 8       | Samba                                          | 2006             |
| 66          | 8       | Kontrolle                                      | 2006             |
| 67          | 9       | Aberglauben                                    | 2007             |
| 68          | 9       | Das Vorbild                                    | 2007             |
| 69          | 9       | Fahrt ins Blaue                                | 2007             |
| 70          | 9       | Gnau gnomma                                    | 2007             |
| 71          | 9       | Fremdenverkehr                                 | 2007             |
| 72          | 10      | Ab heute erfolgreich                           | 2007             |
| 73          | 10      | Fascht verdurstet                              | 2007             |
| 74          | 10      | Kraut ond Riabaacker                           | 2007             |
| 75          | 10      | Gourmet-Tempel                                 | 2007             |
| 76          | 10      | Die Orgelfete                                  | 2007             |
| 77          | 11      | Feuer und Flamme                               | 2008             |
| 78          | 11      | Vor dem Spiel ist nach dem Spiel               | 2008             |
| 79          | 11      | Vergeltsgott                                   | 2008             |
| 80          | 11      | Rauchfreie Zone                                | 2008             |
| 81          | 11      | Wenn der Kuckuck ruft                          | 2008             |
| 82          | 12      | Die Memoiren                                   | 2009             |
| 83          | 12      | Nix los                                        | 2009             |
| 84          | 12      | Das Mittagessen                                | 2009             |
| 85          | 12      | Ein Romeo zuviel                               | 2009             |
| 86          | 12      | Erinnerungen                                   | 2009             |
| 87          | 13      | Der Hannesweg                                  | 2009             |
| 88          | 13      | Hypnose                                        | 2009             |
| 89          | 13      | Image                                          | 2009             |
| 90          | 13      | Zusammengehörigkeit                            | 2009             |
| 91          | 13      | Der Vogelfänger                                | 2009             |
| 92          | 14      | Unter Strom                                    | 2010             |
| 93          | 14      | Geld und Zeit                                  | 2010             |
| 94          | 14      | Du bist Deutschland                            | 2010             |
| 95          | 14      | Spare beizeiten                                | 2010             |
| 96          | 14      | 100 Jahre Obst- und Gartenbau                  | 2010             |
| 97          | 15      | Koi Beauty                                     | 2011             |
| 98          | 15      | Kommet se mit?                                 | 2011             |
| 99          | 15      | Das Gummiboot                                  | 2011             |
| 100         | 15      | Mein ist die Rache                             | 2011             |
| 101         | 15      | Die Aufregung                                  | 2011             |
| 102         | 16      | Der Reißwolf                                   | 2012             |
| 103         | 16      | Nikolaustag                                    | 2012             |
| 104         | 16      | Brutaler Vegetarier                            | 2012             |
| 105         | 16      | Dudelsackpfeifen                               | 2012             |
| 106         | 16      | Himmlische Pforten                             | 2012             |
| 107         | 17      | Dene werd ich’s zeiga                          | 2013             |
| 108         | 17      | Bodenlos                                       | 2013             |
| 109         | 17      | Hanna und der Bürgermeister                    | 2013             |
| 110         | 17      | Eine Katastrophe                               | 2013             |
| 111         | 17      | Ab nach Brüssel                                | 2013             |
| 112         | 17      | Schafscheiß                                    | 2013             |
| 113         | 18      | Klobanalisierung                               | 2014             |
| 114         | 18      | Schlaflos                                      | 2014             |
| 115         | 18      | Stockeinsatz                                   | 2014             |
| 116         | 18      | Wanzen                                         | 2014             |
| 117         | 18      | Was ich noch zu sagen hätte                    | 2014             |
| 118         | 19      | Offen bleiben                                  | 2015             |
| 119         | 19      | Modenschau                                     | 2015             |
| 120         | 19      | Straßennamen                                   | 2015             |
| 121         | 19      | Persönlichkeiten                               | 2015             |
| 122         | 19      | Das Vesper                                     | 2015             |
| 123         | 20      | Xondheit                                       | 2016             |
| 124         | 20      | Im Verein vereint                              | 2016             |
| 125         | 20      | Prost Cäsar                                    | 2016             |
| 126         | 20      | Artgerecht                                     | 2016             |
| 127         | 20      | 20 Jahre Hannes und der Bürgermeister          | 2016             |
| 128         | 21      | Der Feind im Rathaus                           | 2017             |
| 129         | 21      | Neue Möbel fürs Rathaus                        | 2017             |
| 130         | 21      | Urlaubsfreuden                                 | 2017             |
| 131         | 21      | Das Feinstaubreinigungsgerät                   | 2017             |
| 132         | 21      | Wenn’s henta klemmt                            | 2017             |
| 133         | 22      | Der edle Ritter                                | 2018             |
| 134         | 22      | Zahn und Wahn                                  | 2018             |
| 135         | 22      | Kindsköpfe                                     | 2018             |
| 136         | 22      | Jeder                                          | 2018             |
| 137         | 22      | Silvester im Rathaus                           | 2018             |
| 138         | 22      | Hannes will heiraten (Aus der Klamottenkiste)  | 2018             |
| 139         | 23      | Angebereien                                    | 2019             |
| 140         | 23      | Unbequem                                       | 2019             |
| 141         | 23      | Schweigen ist...                               | 2019             |
| 142         | 23      | Ochsentour                                     | 2019             |
| 143         | 23      | Zerknittert                                    | 2019             |
| 144         | 23      | Besitz belastet (Aus der Klamottenkiste)       | 2019             |
| 145         | 24      | Stühle rücken                                  | 2020             |
| 146         | 24      | Jetzt hannes                                   | 2020             |
| 147         | 24      | Streifendienste                                | 2020             |
| 148         | 24      | Der Liebesbrief                                | 2020             |
| 149         | 24      | Der Anrufbeantworter                           | 2020             |
| 150         | 24      | Auf der Couch (Aus der Klamottenkiste)         | 2020             |
| 151         | 25      | Hot-Spot                                       | 2022             |
| 152         | 25      | Plagegeister                                   | 2022             |
| 153         | 25      | Wir können alles außer Heckmeck                | 2022             |
| 154         | 25      | Die bessere Hälfte                             | 2022             |
| 155         | 25      | Schneckla                                      | 2022             |
| 156         | 25      | Die Waffen des Mannes (Aus der Klamottenkiste) | 2022             |
| 157         | 26      | Des Pfarrers Helfer                            | 2023             |
| 158         | 26      | Feuer unterm Dach                              | 2023             |
| 159         | 26      | Golfgenuss                                     | 2023             |
| 160         | 26      | Schwaben treffen – Freunde finden              | 2023             |
| 161         | 26      | Oh Tannenbaum                                  | 2023             |
| 162         | 26      | Schnapsdieb (Aus der Klamottenkiste)           | 2023             |

Ferner auf den drei Best-of-DVDs:
| lfd. Nummer | DVD-Nr.        | Titel                 | Erscheinungsjahr | auch enthalten in              |
| ----------- | -------------- | --------------------- | ---------------- | ------------------------------ |
| 1           | Best of die 1. | Kopfnuss              | 2003             | DVD 7 (siehe lfd. Nummer 55)   |
| 2           | Best of die 1. | A’zapft isch          | 2003             | DVD 4 (siehe lfd. Nummer 25)   |
| 3           | Best of die 1. | Das Denkmal           | 2003             | -                              |
| 4           | Best of die 1. | Der Frauenbeauftragte | 2003             | DVD 1 (siehe lfd. Nummer 4)    |
| 5           | Best of die 1. | Parkwächter Hannes    | 2003             | DVD 3 (siehe lfd. Nummer 21)   |
| 6           | Best of die 1. | Musikrebellen         | 2003             | DVD 7 (siehe lfd. Nummer 59)   |
| 7           | Best of die 2. | Die Er-Schöpfung      | 2008             | DVD 3 (siehe lfd. Nummer 24)   |
| 8           | Best of die 2. | Wasser lassen         | 2008             | -                              |
| 9           | Best of die 2. | 900 Jahre Stress      | 2008             | -                              |
| 10          | Best of die 2. | Partnerschaftsanzeige | 2008             | -                              |
| 11          | Best of die 2. | Die Wunder            | 2008             | -                              |
| 12          | Best of die 2. | Heimatmuseum          | 2008             | DVD 4 (siehe lfd. Nummer 29)   |
| 13          | Best of die 2. | Machtspiele           | 2008             | -                              |
| 14          | Best of die 3. | Effektiv              | 2024             | -                              |
| 15          | Best of die 3. | Fliehkraft            | 2024             | DVD 3 (siehe lfd. Nummer 18)   |
| 16          | Best of die 3. | Die Pflicht           | 2024             | -                              |
| 17          | Best of die 3. | Die Hasennummer       | 2024             | -                              |
| 18          | Best of die 3. | Was wäre wenn?        | 2024             | DVD 8 (siehe lfd. Nummer 63)   |
| 19          | Best of die 3. | Gourmet-Tempel        | 2024             | DVD 10 (siehe lfd. Nummer 75)  |
| 20          | Best of die 3. | Schlaflos             | 2024             | DVD 18 (siehe lfd. Nummer 114) |
| 21          | Best of die 3. | Schafscheiß           | 2024             | DVD 17 (siehe lfd. Nummer 112) |